# 준 랭

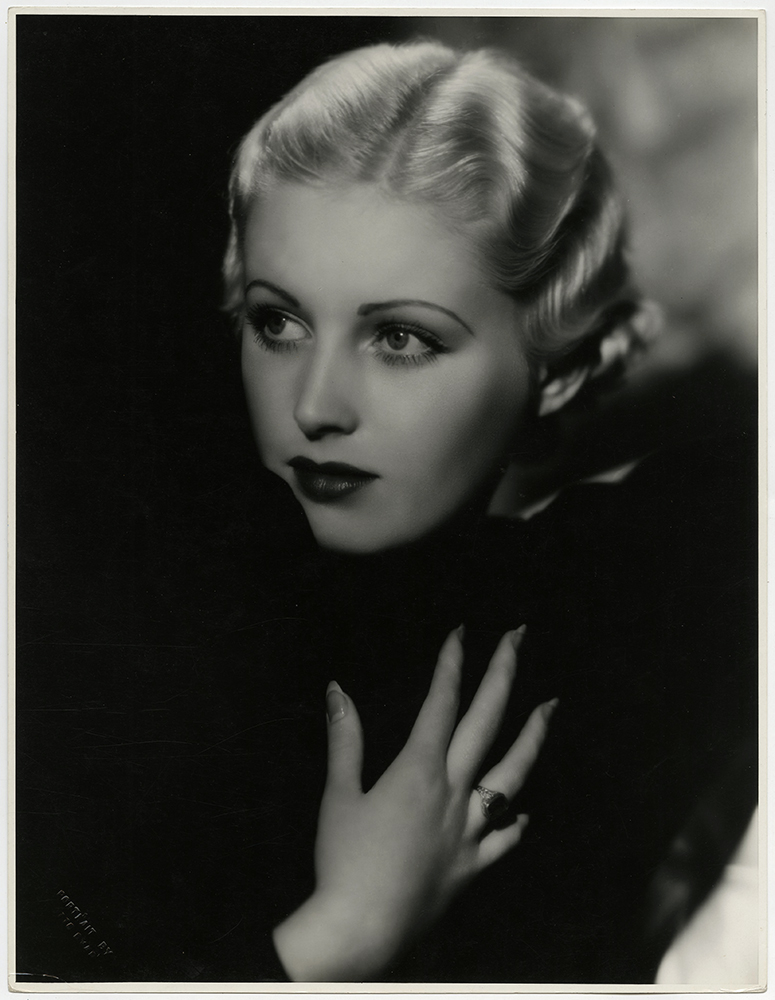

준 랭(June Lang, 1917년 5월 5일 ~ 2005년 5월 16일)은 미국의 배우, 영화배우이다.
미니애폴리스에서 태어났다.

## 영화
- 웰컴 투 콜린우드 (2002년)
- 업 인 암스 (1944년)
- 스테이지 도어 캔틴 (1943년)
- 브로드웨이로 간 토미 (1942년)
- 제노비아 (1939년)
- 위 윌리 윙키 (1937년)
- 더 로드 투 글로리 (1936년)
- 캡틴 재뉴어리 (1936년)
- 조지 화이트의 1935 스캔달 (1935년)